# Violación en la piscina de Viena

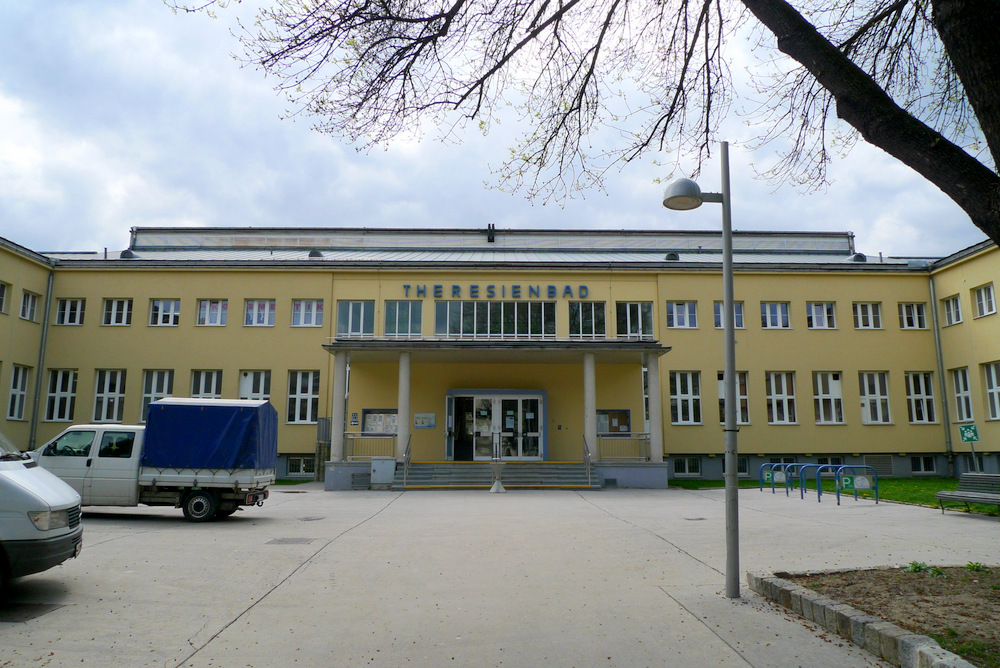
Theresienbad.

El 2 de diciembre de 2015, en la piscina pública de Theresienbad, en Viena, la capital austriaca, un niño de diez años fue violado. El perpetrador, un refugiado iraquí de veinte años que había llegado al país dos meses antes, afirmó que lo motivó no tener relaciones sexuales durante cuatro meses.
El crimen se hizo público en febrero de 2016 y en junio el hombre fue sentenciado a un mínimo de seis años de cárcel. En octubre, el Tribunal Supremo de Austria anuló su condena por violación y ordenó un nuevo juicio. En el nuevo juicio, su pena se aumentó a siete años. En mayo de 2017, la pena del hombre se redujo a cuatro años.
El crimen fue uno de varios ocurridos en ese momento que generaron un sentimiento contra los refugiados inmigrantes en Austria, y la anulación de la condena original fue condenada por el presidente ruso Vladímir Putin.

## Antecedentes e incidente
El agresor nació en Irak, estaba casado y dejaba en su país a la esposa y una hija recién nacida, atravesando los Balcanes, llegó a Viena en septiembre de 2015,  donde encontró trabajo como taxista.  
La víctima era hijo de un refugiado serbio. 
Tras agarrarlo y empujarlo adentro, el hombre violó brutalmente al niño en un baño portátil del recinto, causándole desgarros que requirieron hospitalización, y luego se fue tranquilamente a la piscina a saltar del trampolín.  El niño, conocido como Goran, llorando aterrorizado se acercó a un socorrista y el hombre fue arrestado. 

## Procedimientos legales

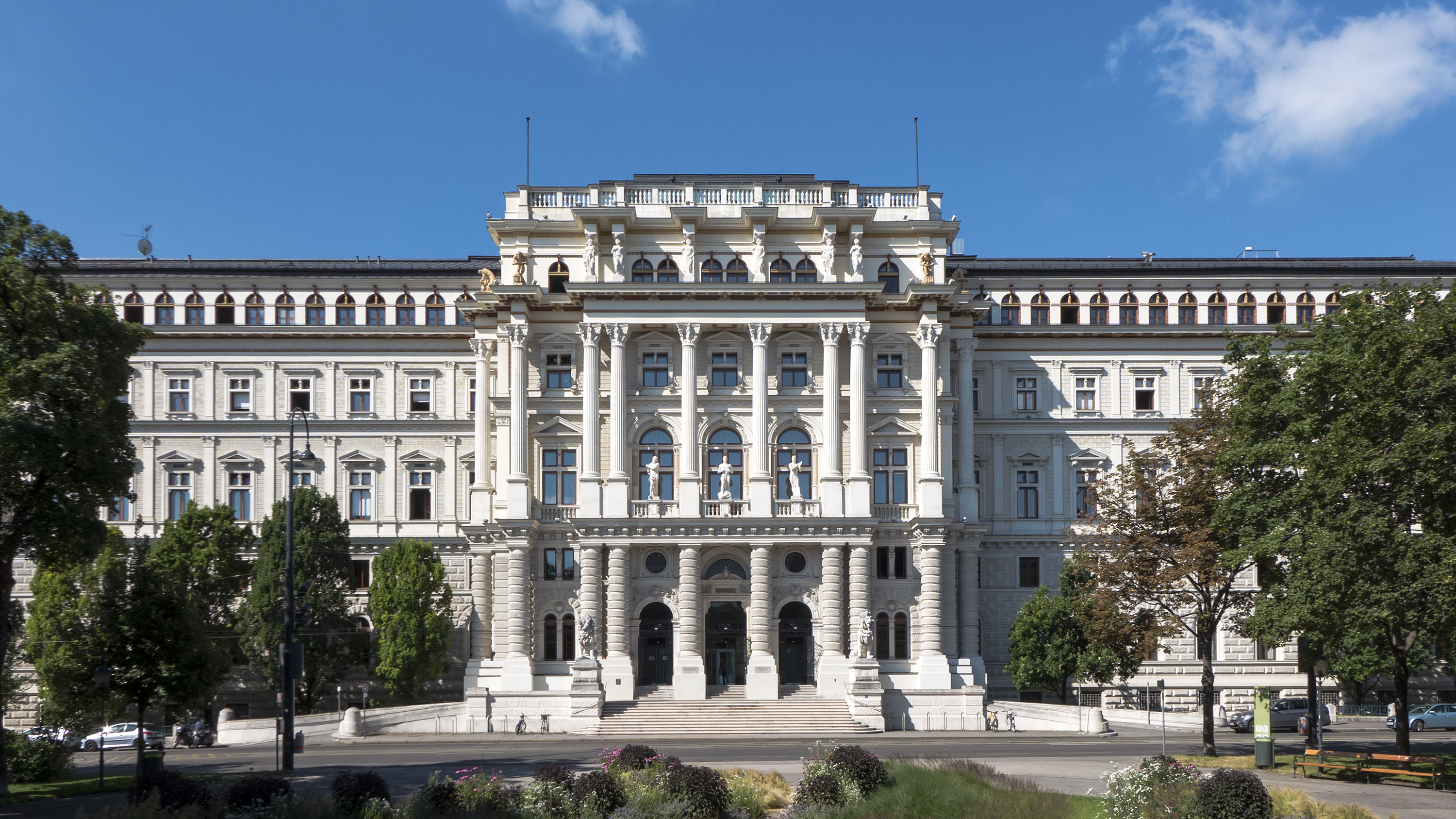
El Tribunal Supremo de Austria anuló la condena por violación y ordenó un nuevo juicio.

El crimen no se hizo público hasta febrero de 2016, cuando la policía dio como motivo para proteger a la víctima.  Thomas Keiblinger, portavoz de la policía de Viena, negó que el incidente hubiera sido encubierto porque el autor fuera un refugiado. 
El agresor afirmó que no había tenido relaciones sexuales durante cuatro meses porque su esposa había estado enferma desde que dio a luz, por lo que "siguió sus deseos" ya que tenía "un marcado excedente de energía sexual", y sabía que su acto era ilegal en cualquier país del mundo.  Sus abogados defensores mencionaron como atenuantes su juventud, sus condiciones de vida y su ausencia de antecedentes penales. 
En el tribunal se escuchó que la víctima estaba profundamente perturbada por la agresión sufrida y padecía ideas suicidas. Su familia recibió una indemnización de 4.700 euros.  El hombre fue condenado a seis años de prisión en junio de 2016, con un máximo de 15 años, y posible deportación final. 
En octubre de 2016, el Tribunal Supremo de Austria anuló la condena del hombre por violación y ordenó un nuevo juicio, al tiempo que confirmó su segundo cargo de agresión sexual agravada a un menor. El motivo fue que la fiscalía no había aportado pruebas de que el hombre no sabía que su víctima no había dado su consentimiento.  El hombre permaneció bajo custodia policial hasta su nuevo juicio, en el que se aumentó su sentencia a 7 años y se aumentó la indemnización. 
En mayo de 2017, el juez Thomas Philipp redujo la pena a cuatro años en una decisión final del Tribunal Supremo, diciendo que la violación fue un "incidente único" y que "aquí no se puede perder el sentido de la proporción". 

## Reacción
El crimen provocó un aumento del sentimiento contra los refugiados inmigrantes en Austria.  El New York Times lo mencionó y también la violación en grupo de una anciana en Traiskirchen como incidentes que estaban provocando un crecimiento del apoyo al candidato del Partido de la Libertad de Austria, Norbert Hofer, en las elecciones de 2016. 
Vladímir Putin, el presidente ruso, habló después de que se anulara la condena original, un comentario poco común de su parte sobre la crisis de refugiados. Dijo: "No me cabe en la cabeza lo que piensan allí. Ni siquiera puedo explicar el motivo: ¿es un sentimiento de culpa ante los inmigrantes? ¿Qué está pasando? No está claro. Una sociedad que no puede defender a sus hijos no tiene futuro". 